# 크리스 워들
크리스토퍼 롤랜드 워들(영어: Christopher Roland Waddle, 1960년 12월 14일~)은 영국의 전직 프로 축구 선수이자 감독이다. 현재 해설자와 전문가로 활동하고 있다.
축구 기자 루크 기넬(Luke Ginnell)은 '매직 크리스(Magic Chris)'라는 별명을 썼으며, 워들은 "유럽에서 가장 좋은 공격형 미드필더 중 한 명으로 널리 인정받았다"고 썼다. 1978년부터 1998년까지 이어진 프로 경력에서, 그는 뉴캐슬 유나이티드, 토트넘 홋스퍼, 올랭피크 드 마르세유, 셰필드 웬즈데이 등을 포함한 여러 클럽에서 활동했다. 1989년, 450만 파운드의 이적료로 토트넘에서 마르세유로 이적하면서 그는 세계에서 세 번째로 비싼 선수가 되었으며, 클럽과 함께 3회 연속으로 리그 1 우승을 하고 1991년 유러피언 컵 결승전에서 뛰었다. 웬즈데이에서 활동할 때는 1992-93 시즌에 보여준 활약상을 통해 잉글랜드축구기자협회(FWA) 올해의 축구선수로 선정되었다. 워들은 1985년에서 1991년까지 잉글랜드 축구 국가대표팀에서 62경기에 출전했으며, 1986년 FIFA 월드컵 준준결승, 1990년 FIFA 월드컵 준결승 진출을 함께 했다. 또한 UEFA 유로 1988에 출전하기도 했다.
그는 50대의 나이에도 세미프로페셔널 수준의 노던 카운티즈 이스트 리그의 할람 소속으로 경기를 뛰기도 했으며 프리미어리그와 UEFA 챔피언스리그 팀원으로 BBC 라디오 5 라이브와 계약을 맺고 있다.

## 클럽 경력

### 초반 경력
워들은 펠로 주니어스와 함께 축구 경력을 시작하여 화이트하우스 SC, 마운트 플레전트 SC, HMH 프린팅, 펠로 SC, 림 레인 SC 및 클라크 채프먼에서 활동했으며 1978-79 시즌이 시작되기 전에 토 로 타운에 입단했다.

### 뉴캐슬 유나이티드
워들은 식품 가공업(조미료 공장)에 종사하면서 선덜랜드와 코번트리 시티와의 입단 테스트에서 탈락했다. 그는 1980년 7월 뉴캐슬 유나이티드에 1,000 파운드의 금액으로 입단했다.
그는 1980년 10월 22일에 있었던 슈루즈베리 타운과의 홈 경기(1-0 승리)에서 2부 데뷔전을 치렀으며,, 유력한 공격형 미드필더로 빠르게 정착하였고, 1983-84 시즌 말미에는 케빈 키건, 피터 비어슬리와 함께 뉴캐슬의 1부 승격을 이끌었다.
워들은 1984년 9월 22일에 로프터스 로드에서 있었던 퀸스 파크 레인저스와의 경기에서 전반전에만 해트트릭을 하며 4-0의 우위를 가져왔다. 그러나, QPR의 반격으로 경기는 5-5로 끝났다.
그는 25세의 나이임에도, 잉글랜드 U-21에 발탁되었고 1985년 3월에 있었던 아일랜드와의 경기에서 데뷔했다.

### 토트넘 홋스퍼
워들은 뉴캐슬에서 170경기 46득점의 기록을 남긴 후, 1985년 7월 1일 59만 파운드의 이적료를 통해토트넘 홋스퍼에 입단했다. 그는 리그 개막일에 벌어진 왓퍼드와의 홈 경기(4-0 승)에서 리그 데뷔전을 치르며 두 개의 득점을 기록했지만, 3위로 마친 이전 시즌과는 달리 10위로 시즌을 마감하면서, 피터 슈리브스가 감독에서 해임되고 루턴 타운에서 온 데이비드 플릿이 그의 후임자로 임명됐다.
토트넘에 입단한 후, 잉글랜드 대표팀에서 정기적으로 활동하게 됐고 멕시코에서 있었던 1986년 FIFA 월드컵에서 8강에 진출한 팀에서 비어슬리와 다시 연이 닿았다. 그는 월드컵 이후 가장 유익한 시즌을 보냈다. 그는 1987년 코번트리가 스퍼스를 물리쳤던 FA컵에서 준우승 메달을 획득했고 리그에서는 3위로 마감했으며 리그 컵에서는 준결승에 올랐다. 같은 해, 워들은 팝 차트에 이름이 올라가기도 했으며, 스퍼스와 잉글랜드 대표팀 동료인 글렌 호들과의 듀엣으로 제작한 싱글 'Diamond Lights'가 UK Top 20을 만들었다. 1988년에는 유럽 선수권 대회에서 조별 리그 세 경기를 모두 패배한 잉글랜드 대표팀의 일원으로 있었다.
1985년 헤이젤 참사의 영향으로 잉글랜드의 클럽의 유럽 대항전 출전이 금지되면서 워들이 해외 팀으로 이적할 것이라는 이야기가 있었지만, 해외로 이적하기 전까지 네 시즌을 화이트 하트 레인에서 보냈다.

### 올랭피크 드 마르세유
1989년 7월 1일, 토트넘에서 138경기 33득점의 기록을 남긴 워들은 450만 파운드의 이적료를 통해 프랑스의 클럽 올랭피크 드 마르세유로 이적했고 이는 당시 축구선수의 영입을 위해 지불된 금액 중 세 번째로 높은 금액이었다. 프랑스에 있는 동안 클럽은 리그 1 우승 3회(1990, 1991, 1992)의 업적을 일궈냈다. 또한 마르세유는 1991년 유러피언컵 결승전에서 츠르베나 즈베즈다와의 경기에서 패배하고 준우승에 그쳤다. 1991-92 시즌에는 레인저스에서 이적해서 한 시즌을 보내고 다시 스코틀랜드로 돌아간 잉글랜드의 미드필더 트레버 스티븐과 함께 뛰기도 했다.
워들은 1990년 FIFA 월드컵 준결승에서 잉글랜드 소속으로 6경기에 선발 출전했다. 그는 서독과의 준결승에서 팀이 1-1로 비긴 경기의 연장전에서 포스트를 강타했다. 그러나 이 경기에 대한 그의 마지막 기여는 승부차기에서 실축한 것이었고, 볼은 바를 맞고 나갔으며 독일을 결승에 보내버린 것이었다. 그는 이후 토너먼트 이전에 유리 겔러와 마이클 잭슨과의 우연한 만남을 승부차기 실축의 책임으로 돌렸다. 워들에 대한 겔러의 고별사는 "당신이 더 높이 갈수록, 더 강하게 떨어진다"였다고 보도됐다. 그는 잉글랜드가 이탈리아에게 2-1로 패배한 3위 결정전에서 후보로 경기를 시작했다.
마르세유에서 있었던 몇 년 동안, 팬들은 그에게 '매직 크리스(Magic Chris)'라는 별명을 붙여줬다. 그는 전 마르세유 선수였던 로예르 마그누손의 후계자로 알려지고 있다. 1998년에는 클럽의 100주년을 기념하여 진행된 올랭피크 드 마르세유 역대 최고의 선수 선정 투표에서 장피에르 파팽에 이어 2위에 오르기도 했다. 그는 클럽에서 팝 뮤직 경력을 다시 이어갔고 팀 동료인 바질 볼리와 함께 We've Got a Feeling이라는 노래를 녹음했다. 1990년에 있었던 잉글랜드의 승부차기 패배 이후 1년 만에, 워들과 마르세유는 1991년 유러피언 컵 결승전에 진출했다. 워들은 승부차기에서 나서지는 않았고 경기를 정규 시간을 0-0으로 끝낸 후 승부차기에서 다시 패배했다. 마르세유가 1993년에 유러피언 컵에서 우승했을 때는 워들이 이미 클럽을 떠난 상황이었다.

### 셰필드 웬즈데이
워들은 1992년 7월에 100만 파운드의 이적료를 통해 셰필드 웬즈데이로 이적하면서 잉글랜드로 돌아왔고, 트레버 프랜시스의 지도를 받았다. 이 클럽은 1992-93 시즌에 두 개의 국내 컵 대회 결승에 진출했으며(모두 아스널에게 패배했고 워들은 FA컵 결승전 재경기에서 웬즈데이의 득점을 기록했다), 워들은 1993년에 축구기자협회 올해의 축구 선수로 선정되었다.
1993-94 시즌에는 웬즈데이의 리그 컵 준결승 진출을 도왔지만, 이 우승 트로피를 향한 마지막 도전은 맨체스터 유나이티드에 의해 좌절되었고, 웬즈데이는 그 다음 두 시즌을 중하위권으로 마쳤으며, 1995년에는 프랜시스가 해임되고 워들과 함께 했었던 전직 토트넘 감독 데이비드 플릿이 이어받았다.
이러한 활약에도 그는 1990년 7월 보비 롭슨의 뒤를 이어받은 그레엄 테일러 감독 하에서 단 3경기의 A매치에 출전했다.
1996년 1월, 케빈 키건은 징계를 받은 다비드 지놀라의 대체를 위해 뉴캐슬 유나이티드에 워들을 재영입하려고 했지만, 10년도 더 이전에 뉴캐슬 팀에서 그와 함께 뛴 선수의 재영입에 대한 키건의 50만 파운드 제의는 거절됐고 키건은 데이비드 플릿이 이 35세의 선수에게 붙인 1백만 파운드의 가격을 지불하고 싶지 않았다. 이 시기에 셀틱, 리즈 유나이티드, 선덜랜드 역시 워들과의 계약에 관심이 있었지만, 이적이 성사되지는 않았다. 또한 번리가 그를 선수 겸 감독으로 선임하는 데 관심을 드러냈지만 워들은 힐즈버러에서 시즌을 마쳤다.
109경기에 출전해서 10개의 득점과 그보다 더 많은 도움을 기록한 그의 힐즈버러에서의 마지막 경력은 부상으로 인해 망쳐졌고 1996-97 시즌에는 5경기를 뛰고 방출되었다(올즈는 프리미어십의 상위권에 위치했었던 상황이었고, 젊은 감각 촬영 한 때 그는 1996-97 시즌에 5 개 게임을 출시 된 리치 험프리 - 5 경기에서 4 골을 - 그의 날개 아래) 후 데이비드 플리트 (David Pleat)가 109 경기를 뛰면서 더 많은 어시스트로 10 골을 넣었다.

### 폴커크, 브래드퍼드 시티
1996년 9월, 그는 스코틀랜드 퍼스트 디비전의 폴커크에 입단했지만, 그 다음달에 디비전 원의 브래드퍼드 시티에서 뛰기 위해 국경의 남쪽으로 돌아왔다. 짧았지만 시티에서의 시간은 성공적이었고 그는 팬들의 확실한 지지를 받았다. 그는 TV로 생중계된 허더즈필드 타운과의 경기의 코너킥 상황에서 직접 득점을 넣기도 했다. 또한, 그가 구디슨 파크에서 있었던 에버턴과의 FA컵 경기(3-2 승)에서 넣은 골은 1997년 2 월 '매치 오브 더 데이 이달의 골(Match of the Day Goal of the Month)'에서 2위를 차지했다. 브래드퍼드와 함께한 그의 노력은 시즌을 완전히 마치지 못했지만 디비전 원에서의 잔류에 기여했다.

### 선덜랜드
1997년 3월, 7만 5천 파운드의 이적료를 통해 어렸을 때 응원했던 선덜랜드로 이적했고 에버튼을 상대로 하나의 득점을 올리고 선덜랜드의 득점에 도움을 줬지만 시즌이 끝날 때 선덜랜드가 프리미어리그에서 강등되는 것을 막지 못했다.

### 번리
1997년 5월, 그는 자유 이적으로 로커 파크로 적을 옮겼고 번리의 선수 겸 감독으로 선임됐다. 번리는 실망스러운 시즌을 보냈고, 시즌이 끝날 때 강등을 면했을 뿐이었다. 그는 1997년 10월에 있었던 본머스와의 경기(2-2 무)에서 하나의 득점을 기록했다.

### 토키 유나이티드
워들은 여름에 번리를 떠났고 1998년 9월에 토키 유나이티드에 입단했다. 그는 수요일 토필드에서 7 번 뛰었고 코치로 수요일 셰필드로 돌아왔다. 그는 1999년 7월 예비 팀 코치로 임명되어 지역 선술집에서 뛰었지만 2000년 6월 폴 주얼 (Paul Jewell) 을 감독으로 임명했다.

### 비리 그 경력
토키 유나이티드에서 출발 한 후, Waddle는 비리 그 워크 Town 타운에서 60 번의 출전과 3 골을 기록하면서 2 계절을 즐겼다. 그의 가장 두드러진 모습은 Frickley Athletic과의 12–0 노던 프리미어 리그 기록에서 승리 한 것이다. 그는 또한 북부 프리미어 리그 퍼스트 디비전의 Glapwell 과 Stocksbridge Park Steels에 출연하여 비 리그 수준에서 40 대 초반까지 경력을 계속했다.

### 한남
아마추어 수준에서 연주 한 셰필드 2012-13 시즌 동안 할람에 대한 Wragg 이상-40 리그 그는 무릎 부상으로 11년 후 은퇴 와서 위해 서명 셰필드 기반의 비 리그 측 경이 2013년 7월 22일에. 그는 프리 시즌에 체스터 필드에 대한 데뷔를 했다. 하프 타임에 교체 선수로 등장했다. 한림 FC는 6-2로 패했다. Waddle은 2013년 8월 1일에 1년 계약을 체결하여 2013-14 시즌 프로모션 추진을 위해 ESPN 해설 팀의 일원으로 남아있는 한남을 약속했다.

## 국제 경력
1985년 3월 26일, 여전히 뉴캐슬 선수였던 Waddle은 Bobby Robson의 잉글랜드에 의해 2-1로 승리하여 아일랜드 공화국에서 처음으로 선임되었다. 그는 곧 잉글랜드 대표팀의 정규 멤버가되었으며 그해 10월 16일 터키에서 5-0으로이긴 10 번째 국제 경기에서 잉글랜드의 첫 골을 기록했다.
Waddle은 1986년과 1990년 FIFA 월드컵 및 UEFA 유로 1988에서 잉글랜드 대표팀에있었다. 잉글랜드는 3 경기를 모두 잃은 유로 88의 그룹 스테이지에서 탈락했지만 1986년 월드컵 준준결승과 1990년 준결승에 도달했다. 총격전에서 바 위로 1 인치는 서독으로 패배. 그는 잉글랜드가 진행될 경우 다음 경기에서 경기를 중단 한 Paul Gascoigne 이 너무 화가 나서 5 차 페널티를 받았다고 말했다. 1990년 월드컵에서의 Waddle의 공연은 2010년 The Guardian을 위해 썼던 Rob Bagchi에 의해 "최고"로 묘사되었다.
그는 1991년 10월 16일 튀르키예에서 1-0으로 승리하면서 62 번의 캡을 마지막으로 우승했다. 1989년 5월 27일 스코틀랜드와의 마지막 경기에서 잉글랜드는 6 골을 기록했다.
1994년 초 Terry Venables 가 새로운 잉글랜드 감독이되었을 때, 덴마크와의 첫 경기에서 Waddle을 분대에 포함 시키려고 애썼다. 그러나 Waddle은 당시 부상을 입었고 선택할 수 없었다.

## 미디어 경력
1997-98 시즌을 감독으로 보냈음에도 불구하고 Waddle은 은퇴 후 코칭으로 돌아 오지 않았으며 TV 축구 전문가, 논평자 및 스포츠 신문 작가가 되었다. 그는 이전에 Setanta Sports 및 ESPN에서 근무했으며 현재 BBC Radio Five Live의 프리미어 리그 축구 커버리지 분석가로 일하고 있다.
Waddle은 BBC Radio Five Live에 프리미어 리그 경기의 요약으로 출연했으며 The Sun 신문에도 기사를 썼다. Waddle은 Setanta Sports 와 2008-09년 잉글랜드의 모든 시합에 대해 논평하기 위해 계약을 체결했다. Waddle은 ESPN 의 잉글리쉬 프리미어 리그 축구 커버리지에 대한 공동 의견을 제출했으며 아랍 에미리트 두바이의 스튜디오에서 잉글리쉬 프리미어 리그를 커버하는 Showsports Arabia의 전문가이다.
2003년 티에리 앙리 (Thierry Henry)는 꿈의 팀 라인업에서 Waddle을 지명했다.   에 잉글랜드 로의 무거운 패배 독일의 두 번째 라운드에서 2010 FIFA 월드컵, 뒤뚱는 비판 잉글랜드 축구 협회는 주장 :는 "FA는 자신의 뒷부분에 앉아서 대회 이후 대회 후 아무것도 토너먼트을한다. 왜 듣지 않습니까? 왜 그들은 다른 나라를보고 '어떻게 인재를 계속 생산합니까?'라고 묻지 않습니까? 우리는 선수들로부터 재능을 코치합니다. . . 우리는 많은 아이디어가 부족하고 너무 실망입니다. 우리 리그의 돈은 무섭고 우리가하는 일은 쓰레기 아이디어로 낭비하는 것입니다. . . 우리는 템포를 유지하면 기회가 있다고 생각합니다. 우리는 한 방향으로 만 놀 수 있으며 가난합니다. 당신은 축구를 계속하고 시간당 백 마일을 뛰고 90 분 동안 팀을 압박하는 트로피를 얻기를 기대할 수 없습니다. 당신은 느리게, 느리게, 빨리 재생할 수 있어야하고 우리는 그것을 할 수 없습니다. "

## 개인 생활
Waddle에는 딸 Brooke과 아들 Jack이 있다. 2012년 4월 29일 Jack은 Chesterfield에서 1년 간의 첫 팀 계약을 체결했다. 그의 사촌 인 앨런 와들 (Alan Waddle )은 핼리팩스 타운, 리버풀, 레스터 시티, 스완 지 시티, 뉴 포트 카운티, 맨스필드 타운, 하 틀풀 유나이티드 및 피터 버러 유나이티드에서 리그 풋볼을 했다.
2005년, 그는 셰필드의 Dore 에 있는 한 술집에서 한 남자를 공격 한 혐의로 기소되었다. 그러나 증거 부족으로 기소됐다.

## 대중 문화에서
Waddle은 BBC 코미디 The Fast Show에서 사용된 대중 문화 참고 자료 풀의 핵심 부분이었다. Waddle에 대한 언급과 사진은 쇼의 "Chanel 9"뉴스 세그먼트에서 정기적으로 등장했다.

## 경력 통계

### 클럽
| Club performance | Club performance    | Club performance | League | League | Cup             | Cup             | League Cup        | League Cup        | Continental | Continental | Total | Total |
| Season           | Club                | League           | Apps   | Goals  | Apps            | Goals           | Apps              | Goals             | Apps        | Goals       | Apps  | Goals |
| England          | England             | England          | League | League | FA Cup          | FA Cup          | League Cup        | League Cup        | Europe      | Europe      | Total | Total |
| ---------------- | ------------------- | ---------------- | ------ | ------ | --------------- | --------------- | ----------------- | ----------------- | ----------- | ----------- | ----- | ----- |
| 1980–81          | Newcastle United    | Second Division  | 13     | 1      | 4               | 2               | 0                 | 0                 | —           | —           | 17    | 3     |
| 1981–82          | Newcastle United    | Second Division  | 42     | 7      | 3               | 1               | 2                 | 0                 | —           | —           | 47    | 8     |
| 1982–83          | Newcastle United    | Second Division  | 37     | 7      | 2               | 0               | 1                 | 0                 | —           | —           | 40    | 7     |
| 1983–84          | Newcastle United    | Second Division  | 42     | 18     | 1               | 0               | 2                 | 0                 | —           | —           | 45    | 18    |
| 1984–85          | Newcastle United    | First Division   | 36     | 13     | 2               | 1               | 4                 | 2                 | —           | —           | 42    | 16    |
| 1985–86          | Tottenham Hotspur   | First Division   | 39     | 11     | 5               | 2               | 6                 | 1                 | —           | —           | 50    | 14    |
| 1986–87          | Tottenham Hotspur   | First Division   | 39     | 6      | 6               | 2               | 9                 | 3                 | —           | —           | 54    | 11    |
| 1987–88          | Tottenham Hotspur   | First Division   | 22     | 2      | 2               | 1               | 1                 | 0                 | —           | —           | 25    | 3     |
| 1988–89          | Tottenham Hotspur   | First Division   | 38     | 14     | 1               | 0               | 5                 | 0                 | —           | —           | 44    | 14    |
| France           | France              | France           | League | League | Coupe de France | Coupe de France | Coupe de la Ligue | Coupe de la Ligue | Europe      | Europe      | Total | Total |
| 1989–90          | Olympique Marseille | Division 1       | 37     | 9      | 5               | 3               | —                 | —                 | 8           | 1           | 50    | 12    |
| 1990–91          | Olympique Marseille | Division 1       | 35     | 6      | 5               | 0               | —                 | —                 | 9           | 2           | 49    | 8     |
| 1991–92          | Olympique Marseille | Division 1       | 35     | 7      | 3               | 0               | —                 | —                 | 3           | 1           | 41    | 8     |
| England          | England             | England          | League | League | FA Cup          | FA Cup          | League Cup        | League Cup        | Europe      | Europe      | Total | Total |
| 1992–93          | Sheffield Wednesday | Premier League   | 33     | 1      | 8               | 2               | 9                 | 0                 | 4           | 1           | 54    | 4     |
| 1993–94          | Sheffield Wednesday | Premier League   | 19     | 3      | 1               | 0               | 6                 | 0                 | —           | —           | 26    | 3     |
| 1994–95          | Sheffield Wednesday | Premier League   | 25     | 4      | 3               | 1               | 0                 | 0                 | —           | —           | 28    | 5     |
| 1995–96          | Sheffield Wednesday | Premier League   | 32     | 2      | 1               | 0               | 4                 | 0                 | 2           | 1           | 39    | 3     |
| Scotland         | Scotland            | Scotland         | League | League | Scottish Cup    | Scottish Cup    | League Cup        | League Cup        | Europe      | Europe      | Total | Total |
| 1996–97          | Falkirk             | Division One     | 4      | 1      | 0               | 0               | 0                 | 0                 | —           | —           | 4     | 1     |
| England          | England             | England          | League | League | FA Cup          | FA Cup          | League Cup        | League Cup        | Europe      | Europe      | Total | Total |
| 1996–97          | Bradford City       | First Division   | 26     | 5      | 3               | 1               | 0                 | 0                 | —           | —           | 29    | 6     |
| 1996–97          | Sunderland          | Premier League   | 7      | 1      | 0               | 0               | 0                 | 0                 | —           | —           | 7     | 1     |
| 1997–98          | Burnley             | Second Division  | 32     | 1      | 2               | 0               | 2                 | 1                 | —           | —           | 36    | 2     |
| 1998–99          | Torquay United      | Third Division   | 7      | 0      | 0               | 0               | 0                 | 0                 | —           | —           | 7     | 0     |
| Total            | England             | England          | 489    | 96     | 44              | 13              | 51                | 7                 | 6           | 2           | 590   | 118   |
| Total            | France              | France           | 107    | 22     | 13              | 3               | —                 | —                 | 20          | 4           | 149   | 29    |
| Total            | Scotland            | Scotland         | 4      | 1      | 0               | 0               | 0                 | 0                 | —           | —           | 4     | 1     |
| Career total     | Career total        | Career total     | 600    | 119    | 57              | 16              | 51                | 7                 | 26          | 6           | 734   | 148   |

### 국가대표팀
| 잉글랜드 대표팀 | 잉글랜드 대표팀 | 잉글랜드 대표팀 |
| 년              | 앱              | 목표            |
| --------------- | --------------- | --------------- |
| 1985            | 11              | 1               |
| 1986            | 12              | 2               |
| 1987            | 6               | 1               |
| 1988            | 9               | 0               |
| 1989            | 10              | 2               |
| 1990            | 13              | 0               |
| 1991            | 1               | 0               |
| 합계            | 62              | 6               |

## 수상

#### 올랭피크 드 마르세유
- 디비지옹 1: 1989–90, 1990–91, 1991–92
- 유러피언 컵 준우승: 1990–91

#### 잉글랜드 국가대표팀
- FIFA 월드컵 4위: 1990

### 개인
- PFA 올해의 팀: 1984–85, 1988–89
- FWA 올해의 선수: 1992–93
- FWA 북동부 올해의 선수 : 1985
- 프리미어리그 이달의 선수: 1995년 1월[30]
- OM 110주년 기념 드림 팀: 2010[31]
- 토트넘 홋스퍼 올해의 선수: 1988
- 옹즈 다르장 : 1991
- FIFA XI: 1991[32]

#### 발롱도르
- 1990 - 18
- 1991 - 10

## 서적
Dickinson, Jason; Brodie, John (2005). 《The Wednesday Boys: A Definitive Who's Who of Sheffield Wednesday Football Club 1880–2005》. Sheffield: Pickard Communication. ISBN 0-9547264-9-9.

## 참고 문헌
1. 1 2  Ginnell, Luke (2018년 9월 21일). “Waddle at Marseille: How Magic Chris found freedom in France”. 《These Football Times》. 2019년 4월 3일에 확인함.
2. ↑  “British footballers abroad and how they rated – 10 hits and 10 misses”. 《The Daily Telegraph》. 2017년 2월 22일. 2019년 4월 3일에 확인함.
3. 1 2  "Top 50 English Players: Chris Waddle (35)". Goal.com. 12 May 2009.
4. ↑  "One-on-One with Chris Waddle". FourFourTwo. October 2008.
5. 1 2  "Newcastle Legends – Chris Waddle" 보관됨 2018-04-03 - 웨이백 머신. Newcastle United.
6. ↑  "Chris Waddle". Daily Mirror.
7. 1 2  “Christopher Roland 'Chris' Waddle – International Appearances”. 《RSSSF》. 2012년 7월 18일에 확인함.
8. 1 2 3  "Chris Waddle". Sporting Heroes.net.
9. ↑  “Chris Waddle: The easy going showstopper with continental class”. 2019년 2월 7일. 2019년 3월 14일에 확인함.
10. ↑  "Rewind radio: Euro 2012; In Our Time". The Guardian. 17 June 2012.
11. ↑  “Basile Boli et Chris Waddle” (프랑스어). Bide-et-musique.com. 2007년 9월 10일에 확인함.
12. ↑  "Owls block Waddle move". Daily Mirror (The Free Library). 23 January 1996.
13. ↑  "Yanks tempt Waddle". Daily Mirror (The Free Library). 9 January 1996.
14. ↑  "Burnley eyes on Waddle". The People (The Free Library). 18 February 1996.
15. ↑  “Reid responds to the last of the Roker roar”. 《The Independent》. 1997년 5월 5일. 2012년 3월 23일에 확인함.
16. ↑  “A day of first goals for two Burnley managers”. 《clarets-mad.co.uk》. 2011년 1월 20일. 2012년 3월 23일에 확인함.
17. ↑  “Chris Waddle-inspired Hallam prove too strong for Minsthorpe – Hemsworth and South Elmsall Express”. Hemsworthandsouthelmsallexpress.co.uk. 2012년 2월 29일. 2016년 3월 3일에 원본 문서에서 보존된 문서. 2013년 12월 6일에 확인함.
18. ↑  “Hallam 2–6 Chesterfield XI – Pre Season Friendly”. ryan147.com. 2013년 7월 27일. 2013년 12월 6일에 확인함.
19. ↑  “Waddle on Hand at Hallam”. Hallamfc.co.uk. 2013년 7월 17일. 2017년 12월 21일에 원본 문서에서 보존된 문서. 2013년 12월 6일에 확인함.
20. ↑  Smyth, Rob; Murray, Scott (2014년 3월 27일). “England v West Germany at Italia '90 – as it happened”. 《the Guardian》 (영어). 2018년 9월 23일에 확인함.
21. ↑  “Chris Waddle: What it's like to miss in a penalty shootout”. 《MATT POMROY》 (미국 영어). 2010년 6월 1일. 2018년 7월 14일에 확인함.
22. ↑  Bagchi, Rob (2010년 5월 26일). “Italia 90 had its moments at about 4am on Australia's backpacker trail”. 《The Guardian》. 2019년 4월 6일에 확인함.
23. ↑  “Player Profile”. Englandfc.com. 2014년 7월 16일에 원본 문서에서 보존된 문서. 2013년 12월 6일에 확인함.
24. ↑  Lovejoy, Joe (1994년 3월 1일). “Anderton and Le Saux gain entry to the Venables elite: New England coach takes the broom to eight of Taylor's men and puts out the welcome mat to flair players”. 《The Independent》. 2018년 6월 8일에 확인함.
25. ↑  Sweney, Mark (2009년 8월 24일). “ESPN signs Kevin Keegan to front its Premier League coverage”. 《The Guardian》. 2009년 10월 8일에 확인함.
26. ↑  Hansen, Alan (2010년 6월 27일). “BBC pundits on England”. 《BBC Sport》.
27. ↑  “Waddle arrested in assault probe”. 《BBC News》. 2005년 4월 26일. 2007년 9월 10일에 확인함.
28. ↑  “The Fast Show – Character Guide”. BBC. 2013년 12월 6일에 확인함.
29. ↑  “Chris Waddle career stats”. 《Football Database.eu》. 2012년 7월 18일에 확인함.
30. ↑  “Chris Waddle: Overview”. Premier League. 2018년 9월 27일에 확인함.
31. ↑  “Skoblar dernier joueur de la dream team des 110 ans”. OM.net (Olympique de Marseille). 2010년 4월 24일. 2018년 9월 28일에 원본 문서에서 보존된 문서. 2016년 6월 13일에 확인함.
32. ↑  FIFA XI's Matches - Full Info